# Christian García
Christian García Cajas (Madrid, España, 6 de julio de 2004) es un futbolista ecuatoriano que juega de defensa en el Independiente Juniors de la Serie B de Ecuador.

## Trayectoria
Nacido en Madrid de madre ecuatoriana y padre español, jugó al fútbol desde muy joven. En julio de 2021 se incorporó a la cantera del Real Madrid C. F. tras una temporada en el Alcobendas C. F., antes de eso, había pasado diez años en el Siete Picos Colmenar de Madrid, donde había capitaneado a su equipo. En 2022 fichó por el C. D. Leganés.
El 1 de julio de 2023 fue presentado como refuerzo de Independiente del Valle de Ecuador, en una transferencia desde el C. D. Leganés.

## Selección nacional

### Categorías inferiores
El 9 de mayo de 2023 fue convocado para la Copa Mundial de Fútbol Sub-20 de 2023 celebrada en Argentina entre mayo y junio de ese año.

#### Participaciones en Sudamericanos
| Campeonato                              | Sede      | Resultado    | Partidos | Goles |
| --------------------------------------- | --------- | ------------ | -------- | ----- |
| Preolímpico Sudamericano Sub-23 de 2024 | Venezuela | Primera fase | 4        | 0     |

#### Participaciones en Copas del Mundo
| Campeonato                  | Sede      | Resultado        | Partidos | Goles |
| --------------------------- | --------- | ---------------- | -------- | ----- |
| Copa Mundial Sub-20 de 2023 | Argentina | Octavos de final | 4        | 0     |

## Estadísticas

### Clubes
Actualizado al último partido disputado el 30 de octubre de 2024.
| Club                            | Div.          | Temporada     | Liga  | Liga  | Copas nacionales | Copas nacionales | Copas internacionales | Copas internacionales | Total | Total |
| Club                            | Div.          | Temporada     | Part. | Goles | Part.            | Goles            | Part.                 | Goles                 | Part. | Goles |
| ------------------------------- | ------------- | ------------- | ----- | ----- | ---------------- | ---------------- | --------------------- | --------------------- | ----- | ----- |
| Independiente Juniors · Ecuador | 2.ª           | 2023          | 6     | 1     | —                | —                | —                     | —                     | 6     | 1     |
| Independiente Juniors · Ecuador | 2.ª           | 2024          | 21    | 1     | 2                | 0                | —                     | —                     | 23    | 1     |
| Independiente Juniors · Ecuador | Total club    | Total club    | 27    | 2     | 2                | 0                | 0                     | 0                     | 29    | 2     |
| Total carrera                   | Total carrera | Total carrera | 27    | 2     | 2                | 0                | 0                     | 0                     | 29    | 2     |
| 1.                              |               |               |       |       |                  |                  |                       |                       |       |       |